# AbiWord
AbiWord — бесплатный текстовый процессор, распространяемый согласно GNU General Public License. Поддерживается на платформах Linux, Mac OS X, Microsoft Windows, ReactOS, SkyOS, QNX и других. Используется по умолчанию в дистрибутивах Debian, Xubuntu и Lubuntu. Под Linux продолжается выпуск патчей, текущая версия 3.0.5. В 2010 году был прекращён выпуск программы под Microsoft Windows из-за нехватки разработчиков, последней стабильной версией является 2.8.6.

## История
Название «AbiWord» происходит от корня испанского слова «Abierto», что значит — «открытый». AbiWord был создан корпорацией SourceGear, но впоследствии стал разрабатываться целиком и полностью командой добровольцев.
AbiWord версии 1.0 был выпущен 18 апреля 2002 года. Версия 1.0 не включала поддержку таблиц, которую большинство пользователей считали важной. Поддержка таблиц была добавлена в версию 2.0, выпущенную 15 сентября 2003 года.

## Характеристики
AbiWord базируется на библиотеке GTK+. Он, согласно утверждениям разработчиков, может быть собран для Linux, QNX, FreeBSD, Solaris, Microsoft Windows и других систем. На официальном сайте имеются сборки для Linux, Mac OS X и Windows, а также исходный код.
Установочный пакет AbiWord для Linux — 3,5 мегабайта, для Microsoft Windows — 7,9 мегабайта (версия 2.8.1 без словарей и расширений). Существуют различные локализации, в том числе для русскоязычных пользователей.
Редактор работает по принципу WYSIWYG и поддерживает основные функции работы с текстом:
- форматирование и стили текста;
- создание таблиц и списков;
- вставка колонтитулов и сносок;
- вставка и масштабирование рисунков;
- проверка орфографии (поддерживается русский язык);
- составление оглавлений;
- печать.

Встроенных инструментов для создания графики редактор не имеет, как и средств проверки грамматики (решается установкой плагина) и расстановки переносов.
Поддерживаемые форматы — собственный (ABW), DOC (Microsoft Word), RTF, HTML и некоторые их варианты. С помощью дополнительных плагинов возможен импорт документов таких форматов, как ODT (OpenDocument), WPD (WordPerfect), SDW (StarOffice) и других. Совместимость с Microsoft Word следует считать ограниченной: простые документы импортируются и экспортируются без проблем, однако в сложных документах почти всегда наблюдается существенное нарушение форматирования.
В целом, AbiWord уступает по возможностям Microsoft Word или LibreOffice Writer, однако существенно превосходит простые редакторы вроде WordPad для Windows. Функциональность редактора может быть частично расширена путём подключения плагинов, доступных на сайте разработчиков.

## Распространённость
AbiWord развивался медленно и не выдержал конкуренции с OpenOffice Writer и LibreOffice Writer, которые также являются бесплатными и кроссплатформенными, но обладают более широкой функциональностью и более полной совместимостью с Microsoft Word. Поэтому он находит лишь нишевое применение. Прежде, ввиду компактности и высокого быстродействия, его включали по умолчанию в состав различных дистрибутивов GNU/Linux, претендующих на низкие системные требования, однако и там он начал терять свои позиции.

## Достоинства и недостатки
К достоинствам программы можно отнести малый размер дистрибутива, высокое быстродействие, кроссплатформенность, открытую модель распространения.
Недостатки — ограниченная функциональность. Также, в силу широкого распространения MS Word и большой накопленной базы документов в форматах этого редактора, для пользователей является существенным недостатком плохая поддержка файлов .doc и .docx в AbiWord.